# アルバロ・ネグレド
アルバロ・ネグレド・サンチェス（Alvaro Negredo Sanchez, 1985年8月20日 - ）は、スペイン・マドリード出身の元サッカー選手。元スペイン代表。現役時代のポジションはフォワード。

## 経歴

### クラブ

#### カンテラ時代
マドリードに生まれ、地元のラージョ・バジェカーノの下部組織で育った。
2005年初頭、セグンダ・ディビシオンB（3部）に属していたトップチームからプロデビューした。2005年夏にはレアル・マドリード・カスティージャに移籍し、2年間カスティージャで過ごした。2006-07シーズンはセグンダ・ディビシオン（2部）で36得点を挙げ、セグンダ・ディビシオンB降格を防いだ。トップチームのファビオ・カペッロ監督に注目され、コパ・デル・レイの数試合に招集されたが、どの試合もベンチで試合終了の笛を聞いた。
最終的にアトレティコ・マドリードとの親善試合でトップチーム初出場を果たしたものの、結局公式戦に出場する事はなかった。

#### アルメリア
2007年7月、プリメーラ・ディビシオン（1部）に昇格したばかりのUDアルメリアに移籍した。契約の際には買い戻しオプションが付けられた。8月26日、デポルティーボ・ラ・コルーニャ戦 (3-0) でデビューし、2008年2月2日のレアル・マドリード戦 (2-0) ではペナルティキックで古巣相手に得点した。4月19日のセビージャFC戦 (4-1) ではペナルティキックをミスしたが、2得点を決めて快勝した。2007-08シーズンはリーグ戦で13点を決めてチーム内得点王になり、リーグ戦8位に貢献した。2008年9月28日のレクレアティーボ・ウェルバ戦 (1-0) では95分に決勝点を決めるなど、2008-09シーズンはシーズン序盤の6試合で5得点を決めた。2009年2月のバレンシアCF戦 (2-3) で2得点を決めて、2008-09シーズンのリーグ戦での得点数を二桁に乗せ、最終的には19得点で得点ランキング上位に食い込んだ。UDアルメリアでは2シーズンでリーグ戦70試合に出場して32得点を挙げた。

#### セビージャ
2009年夏、レアル・マドリードは500万ユーロとされる移籍金を支払って買い戻しオプションを行使し、7月10日に古巣レアル・マドリードの練習に初参加した。7月下旬にはピース・カップに出場し、グループリーグのLDUキト戦で得点した。
ハル・シティAFCやレアル・サラゴサからも好条件のオファーが届いたが、2009年8月20日、1400万ユーロ（約20億円）といわれる移籍金でセビージャFCと5年契約を結んだ。ただし、最初の2年間はレアル・マドリードが買い戻せるという条項が設けられた。8月31日のバレンシアCF戦 (0-2) で37分に途中出場してデビューし、バレンシアCF戦の2週間後のCAオサスナ戦 (2-0) で初得点を決めた。10月14日、レアル・マドリードのフロレンティーノ・ペレス会長がネグレドを買い戻す意向を示したが、ネグレド本人はセビージャFC残留を希望した。2009-10シーズンはルイス・ファビアーノとフレデリック・カヌーテがレギュラーポジションを占め、ネグレドは不安定な立場が続いた。12試合連続して得点できないこともあったが、2010年5月2日のアトレティコ・マドリード戦 (3-1) でペナルティキックでの得点を含む2得点を決めて不本意な記録を絶ち切り、1週間後のラシン・サンタンデール戦でも2得点を決めた。最終的にはリーグ戦で11得点を挙げ、3シーズン連続でプリメーラ・ディビシオンでの得点数を二桁に乗せた。シーズン中に3度もの退場処分を受け、2-0で勝利したコパ・デル・レイ決勝のアトレティコ・マドリード戦には出場できなかった。
2010-11シーズンは他のフォワード陣の調子が良くなかったこともあり、絶対的なレギュラーとして公式戦通算27得点を挙げた。2011年3月にはルイス・ファビアーノがサンパウロFCに移籍し、ネグレドにかかる責任はいっそう大きくなった。コパ・デル・レイ準々決勝のビジャレアルCF戦 (3-3) ではアウェーで貴重な2得点を挙げ、準決勝進出に大きく貢献した。ホームで2-6と大敗したレアル・マドリード戦、アウェーでのCAオサスナ戦 (2-3)、アウェーでのRCDエスパニョール戦 (3-2)なども2010-11シーズンの活躍を語るのに欠かせない試合であった。

#### マンチェスター・シティ
2013年7月17日、セビージャのホセ・マリア・デル・ニド会長が、ネグレドのマンチェスター・シティFC移籍が詳細を詰めるのみであることを認めた。同日、セビージャはネグレドのマンチェスター・シティ移籍合意を発表。2012-13シーズンまで同僚だったヘスス・ナバスとはここでも同僚になる。背番号は9番。
2014年7月、プレシーズンのツアーを行っていたマンチェスター・シティは、19日にスコットランドを訪れハーツと対戦した。ネグレドはこの試合に先発出場し、前半のうちに負傷したものの、すぐにはベンチへ下がらず前半終了時までプレーした。ハーフタイムで交代するも、試合後の検査によって右第5中足骨基部骨折していることが判明。復帰に約4ヶ月を要すると診断された。これを受けたマンチェスター・シティは、FFPの違反によりUEFAより課されたCL登録人数制限がある中、負傷で離脱中のネグレドを登録するのは得策でないと判断。また、シーズン後半はセルヒオ・アグエロやエディン・ジェコの存在もあって徐々に出場機会が減少し、フラストレーションを募らせたネグレドはリーガ復帰の希望をマンチェスター・シティに伝え、移籍希望が容認された。

#### バレンシア
2014年9月2日、移籍市場最終日にバレンシアCFはネグレドを1年間のレンタル移籍で獲得したと発表した。また、シーズン終了後に完全移籍での買い取りが義務となるオプション付きであることも併せて発表された。ヌーノ・エスピーリト・サント監督は、ネグレドの獲得について「衝撃的な補強になる」とコメントし、期待の大きさを伺わせた。背番号は7番となる。移籍初年は負傷もあり5得点にとどまったがシーズン終了後にバレンシアに完全移籍することが発表された。しかし2015-16シーズンに入るとヌーノ監督をインタビューで批判したとされチームから半ば追放のような扱いを受けた。12月にガリー・ネヴィルがバレンシアの新監督に就くとチームに戻され、コパ・デル・レイのグラナダCF戦でハットトリックを決めた。しかしこの年のバレンシアはシーズン中に2度監督が交代し順位表では下位に位置する不安定な戦いを見せ、自身も5得点でシーズンを終えた。

#### ミドルズブラ
2016年7月20日、プレミアリーグへ昇格したミドルズブラFCへレンタルで加入した。ミドルズブラでは33試合の先発出場を含む36試合に出場し9得点を挙げた。2017年4月30日のマンチェスター・シティFC戦では古巣を相手にゴールを挙げた。

#### ベシクタシュ
2017年8月3日、ベシクタシュJKへ3年契約で完全移籍。

#### アル・ナスル
2018年9月18日、アル・ナスルSCへ2年契約で移籍した。

#### カディス
2020年7月23日、カディスCFへの加入が発表された。

#### バリャドリード
2024年2月8日、レアル・バリャドリードに移籍した。
2025年3月6日、現役引退を表明した。

### 代表
2007年にはU-21スペイン代表に選出された。
ダビド・ビジャとダニ・グイサが負傷したため、2009年10月にスペインA代表に初招集された。10月10日の2010W杯欧州予選・アルメニア戦 (2-1) では、後半の早い段階でフェルナンド・トーレスとの交代で出場して代表デビューし、無得点に終わったが惜しいミドルシュートを放った。10月14日の同予選・ボスニア・ヘルツェゴビナ戦 (5-2) では敵地で代表初ゴールを含む2得点2アシストの大活躍でチームの勝利に貢献した。2010年5月、2010 FIFAワールドカップのスペイン代表候補30人に選出されたが、本大会に出場する23人からは外れた。2012年、EURO2012のスペイン代表23名に選ばれ、6月27日、準決勝のポルトガル戦で先発出場した。

## タイトル

### クラブ
セビージャ
- コパ・デル・レイ: 2009-10

マンチェスター・シティ
- プレミアリーグ: 2013-14
- フットボールリーグカップ: 2013-14

アル・ナスル
- UAEリーグカップ: 2019-20

### 代表
スペイン
- UEFA欧州選手権: 2012

## 個人成績

### クラブ
2021年2月10日現在
| クラブ                  | シーズン     | リーグ         | リーグ | リーグ | 国内カップ | 国内カップ | リーグカップ | リーグカップ | UEFA | UEFA | その他 | その他 | 通算 | 通算 |
| クラブ                  | シーズン     | ディヴィジョン | !試合  | 得点   | 試合       | 得点       | 試合         | 得点         | 試合 | 得点 | 試合   | 得点   | 試合 | 得点 |
| ----------------------- | ------------ | -------------- | ------ | ------ | ---------- | ---------- | ------------ | ------------ | ---- | ---- | ------ | ------ | ---- | ---- |
| ラージョ・バジェカーノB | 2003-04      | テルセーラ     | 15     | 14     | —          | —          | —            | —            | —    | —    | —      | —      | 15   | 14   |
| ラージョ・バジェカーノB | 2004-05      | テルセーラ     | 25     | 14     | —          | —          | —            | —            | —    | —    | —      | —      | 25   | 14   |
| ラージョ・バジェカーノB | クラブ通算   | クラブ通算     | 40     | 28     | —          | —          | —            | —            | —    | —    | —      | —      | 40   | 28   |
| ラージョ・バジェカーノ  | 2004-05      | セグンダB      | 12     | 1      | 0          | 0          | —            | —            | —    | —    | 1      | 0      | 13   | 1    |
| ラージョ・バジェカーノ  | クラブ通算   | クラブ通算     | 12     | 1      | —          | —          | —            | —            | —    | —    | 1      | 0      | 13   | 1    |
| レアル・マドリードB     | 2005-06      | セグンダ       | 25     | 4      | —          | —          | —            | —            | —    | —    | —      | —      | 25   | 4    |
| レアル・マドリードB     | 2006-07      | セグンダ       | 40     | 18     | —          | —          | —            | —            | —    | —    | —      | —      | 40   | 18   |
| レアル・マドリードB     | クラブ通算   | クラブ通算     | 65     | 22     | —          | —          | —            | —            | —    | —    | —      | —      | 65   | 22   |
| アルメリア              | 2007-08      | プリメーラ     | 36     | 13     | 2          | 0          | —            | —            | —    | —    | —      | —      | 38   | 13   |
| アルメリア              | 2008-09      | プリメーラ     | 34     | 19     | 1          | 0          | —            | —            | —    | —    | —      | —      | 35   | 19   |
| アルメリア              | クラブ通算   | クラブ通算     | 70     | 32     | 3          | 0          | —            | —            | —    | —    | —      | —      | 73   | 32   |
| セビージャ              | 2009-10      | プリメーラ     | 35     | 11     | 7          | 2          | —            | —            | 7    | 1    | —      | —      | 49   | 14   |
| セビージャ              | 2010-11      | プリメーラ     | 38     | 20     | 7          | 5          | —            | —            | 8    | 1    | 2      | 0      | 55   | 26   |
| セビージャ              | 2011-12      | プリメーラ     | 30     | 14     | 4          | 0          | —            | —            | 2    | 0    | —      | —      | 36   | 14   |
| セビージャ              | 2012-13      | プリメーラ     | 36     | 25     | 6          | 6          | —            | —            | —    | —    | —      | —      | 42   | 31   |
| セビージャ              | クラブ通算   | クラブ通算     | 139    | 70     | 24         | 13         | —            | —            | 17   | 2    | 2      | 0      | 182  | 85   |
| マンチェスター・シティ  | 2013–14      | プレミアリーグ | 32     | 9      | 4          | 3          | 5            | 6            | 8    | 5    | —      | —      | 49   | 23   |
| マンチェスター・シティ  | クラブ通算   | クラブ通算     | 32     | 9      | 4          | 3          | 5            | 6            | 8    | 5    | —      | —      | 49   | 23   |
| バレンシア (loan)       | 2014-15      | プリメーラ     | 30     | 5      | 4          | 1          | —            | —            | —    | —    | —      | —      | 34   | 6    |
| バレンシア              | 2015-16      | プリメーラ     | 25     | 5      | 6          | 5          | —            | —            | 9    | 2    | —      | —      | 40   | 12   |
| バレンシア              | クラブ通算   | クラブ通算     | 55     | 10     | 10         | 6          | —            | —            | 9    | 2    | 0      | 0      | 74   | 18   |
| ミドルズブラ (loan)     | 2016-17      | プレミアリーグ | 36     | 9      | 4          | 1          | 0            | 0            | —    | —    | —      | —      | 40   | 10   |
| ミドルズブラ (loan)     | クラブ通算   | クラブ通算     | 36     | 9      | 4          | 1          | —            | —            | —    | —    | —      | —      | 40   | 10   |
| ベシクタシュ            | 2017-18      | スュペル・リグ | 31     | 7      | 6          | 7          | —            | —            | 5    | 0    | 1      | 0      | 43   | 15   |
| ベシクタシュ            | 2018-19      | スュペル・リグ | 4      | 2      | 0          | 0          | —            | —            | 2    | 1    | 0      | 0      | 6    | 3    |
| ベシクタシュ            | クラブ通算   | クラブ通算     | 35     | 9      | 6          | 7          | —            | —            | 7    | 2    | 1      | 0      | 49   | 18   |
| アル・ナスル            | 2018-19      | UAEリーグ      | 19     | 17     | 2          | 0          | 4            | 2            | 1    | 1    | —      | —      | 26   | 19   |
| アル・ナスル            | 2019-20      | UAEリーグ      | 17     | 8      | 1          | 1          | 9            | 3            | —    | —    | —      | —      | 27   | 12   |
| アル・ナスル            | クラブ通算   | クラブ通算     | 36     | 25     | 3          | 1          | 13           | 5            | 1    | 1    | —      | —      | 53   | 31   |
| カディス                | 2020-21      | プリメーラ     | 15     | 4      | 0          | 0          | —            | —            | —    | —    | —      | —      | 15   | 4    |
| カディス                | クラブ通算   | クラブ通算     | 15     | 4      | 0          | 0          | —            | —            | —    | —    | —      | —      | 15   | 4    |
| キャリア通算            | キャリア通算 | キャリア通算   | 525    | 214    | 53         | 31         | 18           | 11           | 42   | 12   | 4      | 0      | 653  | 272  |

### 代表
2013年11月19日現在
| 代表     | 年   | 出場 | 得点 |
| -------- | ---- | ---- | ---- |
| スペイン | 2009 | 4    | 2    |
| スペイン | 2010 | 0    | 0    |
| スペイン | 2011 | 3    | 3    |
| スペイン | 2012 | 5    | 1    |
| スペイン | 2013 | 9    | 4    |
| 通算     | 通算 | 21   | 10   |

### 代表での得点
| #   | 日時           | 場所                 | 対戦相手                 | スコア | 最終結果 | 大会                                    |
| --- | -------------- | -------------------- | ------------------------ | ------ | -------- | --------------------------------------- |
| 1.  | 2009年10月14日 | ゼニツァ             | ボスニア・ヘルツェゴビナ | 0-3    | 2-5      | 2010 FIFAワールドカップ・ヨーロッパ予選 |
| 2.  | 2009年10月14日 | ゼニツァ             | ボスニア・ヘルツェゴビナ | 0-4    | 2-5      | 2010 FIFAワールドカップ・ヨーロッパ予選 |
| 3.  | 2011年6月4日   | フォックスボロ       | アメリカ合衆国           | 0-1    | 0–4      | 親善試合                                |
| 4.  | 2011年9月6日   | ログローニョ         | リヒテンシュタイン       | 1-0    | 6-0      | UEFA EURO 2012予選                      |
| 5.  | 2011年9月6日   | ログローニョ         | リヒテンシュタイン       | 2-0    | 6-0      | UEFA EURO 2012予選                      |
| 6.  | 2012年5月30日  | ベルン               | 韓国                     | 4-1    | 4–1      | 親善試合                                |
| 7.  | 2013年8月14日  | グアヤキル           | エクアドル               | 0–1    | 0–2      | 親善試合                                |
| 8.  | 2013年9月6日   | ヘルシンキ           | フィンランド             | 0–2    | 0–2      | 2014 FIFAワールドカップ予選             |
| 9.  | 2013年10月11日 | パルマ・デ・マヨルカ | ベラルーシ               | 2–0    | 2–1      | 2014 FIFAワールドカップ予選             |
| 10. | 2013年10月15日 | アルバセテ           | ジョージア               | 1–0    | 2–0      | 2014 FIFAワールドカップ予選             |